# Despota (titul)

Pečeť Demetria Palaiologa s nápisem Demetrios, věřící v Krista Boha, Despot, Palaiologos, Porphyrogennetos

Despota (řecky δεσπότης – despótēs) byl vysoký byzantský dvorský titul, který byl udělován synům nebo zeťům vládnoucích císařů, a zpočátku označoval určeného dědice Byzantského císaře. 
Titul pronikl z Byzance do pozdně středověkého Balkánu a byl také udělován ve státech pod byzantským kulturním vlivem jako Latinské císařství, druhá Bulharská říše, Srbská říše a v jejich nástupnických státech (Trapezuntské císařství).  Od titulu je odvozen i název územního celku – despotát, který vznik v období politické roztříštěnosti. Despotáty byly spravovány buď jako nezávislé státy, nebo jako úděly knížat s titulem despoty; nejvýznamnější z nich byly Epirský despotát, Morejský despotát a Srbský despotát. 
V dnešní době tento termín získal jiný význam: despocie se chápe jako negativní forma vlády, ve které jeden subjekt vládne neomezenou mocí, kterou utlačuje lid a omezuje jeho práva. 

## Význam
Původní řecký termín δεσπότης (despotēs) znamenal pán nebo hospodář a jeho latinský ekvivalent je dominus. Despotēs byl zpočátku používán jako forma uctivého oslovení. Používalo se u hodnostářů a v užším smyslu u Boha, biskupů a patriarchů a především u římských a byzantských císařů; občas se nalézá ve formálních zápisech, například na mincích (Leon III.) nebo v dokumentech.
Pozdější sémantický posun ve významu je podobný jako u latinského  diktátora, což byl oficiální úředník římské republiky a původně neměl žádnou negativní konotaci. V soudobé hovorové řečtině slovo často odkazuje na biskupa. V cizích jazycích existuje i jeho ženská forma: bulharsky a srbsky деспотица – despotica, anglicky despotess nebo despotissa, řecky δεσπότισσα – despótissa, která označuje manželku despoty, přičemž v řečtině existuje i ve formě δέσποινα – déspoina v běžně užívaném významu paní domu. 

## Historie

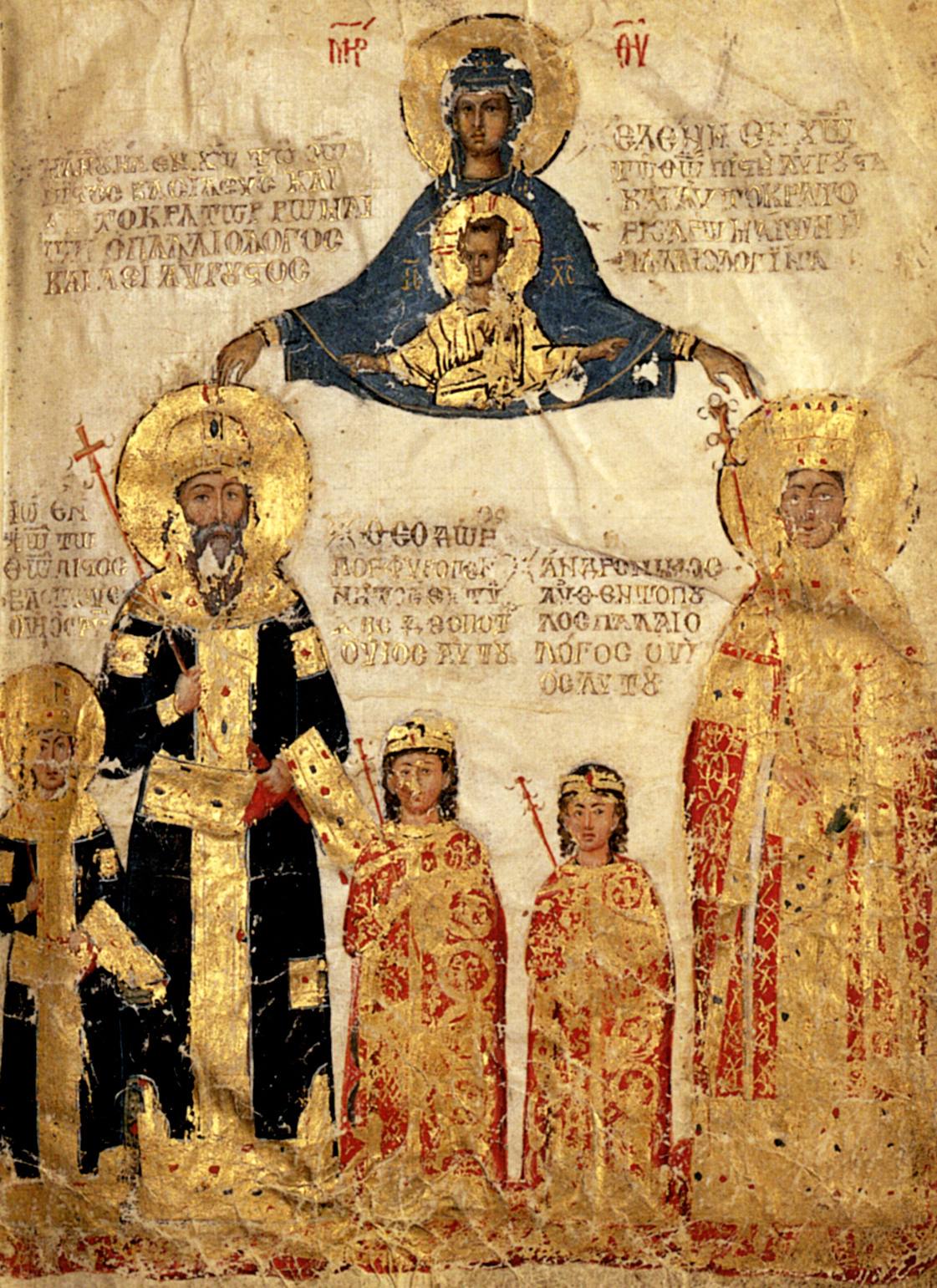
Císař Manuel II Palaiologos se svou rodinou: císařovna Helena Srbská (vpravo) a tři z jejich synů, spolucísař Jan VIII. a despoti Andronikos a Theodóros II.

Titul užívali vysoce postavení byzantští šlechtici od počátku 12. století. Manuel I. Komnenos ho v roce 1163  udělil  jako zvláštní dvorský titul budoucímu uherskému králi Bélovi III., svému zeti, a to až do narození dědice Alexia II. v roce 1169. 
Od té doby až do pádu byzantské říše se titul despoty stal nejvyšší byzantskou hodností, která umísťovala jeho držitele „bezprostředně po císaři“. Nicméně byzantští Komnenvoci a Palaiologové, stejně jako latinští císaři, kteří nárokovali jejich dědictví a napodobovali jejich styl, i nadále používat termín despotes v jeho obecnějším smyslu pán na svých osobních pečetích a v ražbě mincí. Podobně – despota (δεσπότα) mohli být oslovováni držitelé dvou bezprostředně nižších titulů sebastokrator a caesar. K oslovení despota a caesar se vázaly další přístavky – eutychestatos (εὐτυχέστατος – nejšťastnější) nebo paneutychestatos(πανευτυχέστατος – nejšťastnější ze všech).
Během posledních staletí existence Byzantské říše byl titul udělován mladším synům císařů (nejstarší synové byli obvykle korunováni jako spolucísaři – symbasileis) a také císařovým zeťům (gambroi). Titul přinášel rozsáhlé pocty a výsady, včetně kontroly nad velkými majetky, například panství Jana Palailoga, bratra Michaela VIII., zahrnovalo ostrovy Lesbos a Rhodos, aby financovalo jeho rozsáhlou domácnost. Stejně jako nižší tituly sebastokrator a caesar byl titul despoty výhradně dvorským a nebyl svázán s žádnou vojenskou nebo správní funkcí. Ženy nemohly mít šlechtický titul, ale nesly tituly svých manželů. Manželka despoty despotissa měla tedy právo nosit stejné insignie jako on. Mezi ženami dvora zaujímaly despotissai také první místo po císařovně.
Používání titulu se rozšířilo i do dalších zemí Balkánu. Latinská říše ho využila k vyznamenání benátského dóžete Enrika Dandola a místního vládce v oblasti Rodopů Alexije Slava. Zhruba od roku 1219 ho pravidelně nosil (není jasné, zda byl titul udělován císařem nebo přivlastněn) benátský podestà v Konstantinopoli poté, co se benátská podpora stala klíčovou pro přežití říše. V letech 1279 až 1280 byl zaveden v Bulharsku, aby uklidnil mocného magnáta a pozdnějšího cara Jiřího I. V srbské říši byl široce udělován různým srbským magnátům, přičemž jeho prvním nositelem byl Jovan Oliver, a nosili ho také vládci menších knížectví, včetně samozvaného albánského Artanského despotátu. V 15. století se benátští guvernéři Korfu také nazývali despoty. S udělením titulu despoty byl spojen jistý stupeň podrobení císaři, palaiologovští císaři se dlouho snažili přesvědčit trapezundské císaře, kteří nárokovali byzantský císařský titul, aby místo toho přijali titul despoty. Titul přijali pouze Jan II. a jeho syn Alexios II., přestože doma nadále používali obvyklý císařský titul basileus.
Smrtí posledního byzantského císaře Konstantina XI. 29. května 1453 se jmenování despotou stalo nepravidelným. V roce 1465 byl titul udělen papežem Pavlem II. Andreovi Palaiologovi, dědici byzantského trůnu, a dědicům srbského despotátu ho uděloval uherský král. 

## Despotáty
Od poloviny 14. století bývala různá území svěřována říšským knížatům s hodností despoty zpravidla jako polosamostatné úděly, z nichž některé jsou známy jako despotáty; v byzantském světě to jsou především Epirský despotát a Morejský despotát. Je důležité zdůraznit, že termín despotát je nepřesný, protože titul despoty, stejně jako libovolná byzantská hodnost, nebyl dědičný, ani příslušející konkrétnímu území. Dokonce v takzvaných despotátech mohl despotův syn vládnout na otcově území, ale nemohl se vykazovat titulem, ledaže by mu byl udělen císařem. Běžná byzantská praxe jasně rozlišovala mezi osobní hodností despoty a jakýmikoli jinými úřady nebo atributy jeho držitele. Tak například Jan Orsini je Janem VI. titulován jako „vládce Akarnánie, despota Jan“ namísto „Akarnánský despota“. Nicméně spojování titulu s územím začalo již koncem 13. století a rozšířilo se od poloviny 14. století, odkdy na stejném území začala vládnout stálá posloupnost despotů.

## Insignie

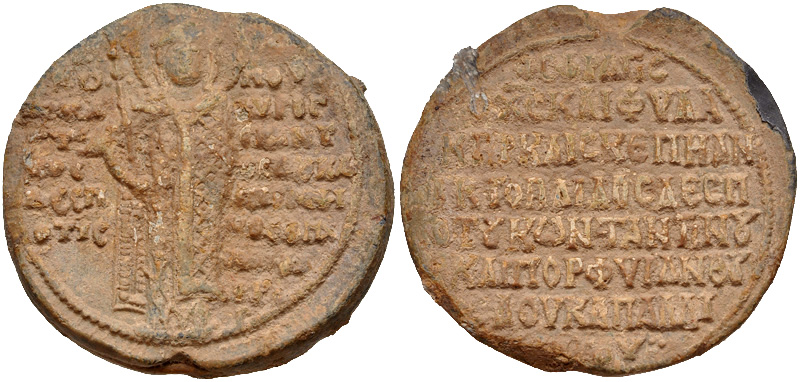
Olověná pečeť Konstantina Palaiologa zobrazující ho s insigniemi a uvádějící jeho titul despoty

Podle Kodinosovy Knihy kanceláří z poloviny 14. století a popisů, které poskytl historik Georgios Pachyméres, byly odznaky despotů charakterizovány fialovými a bílými barvami a bohatou perlovou výzdobou. Podrobněji:
- Lemovaný klobouk zvaný skiadion  posetý perlami, s nákrčníkem s vyšívaným jménem majitele a přívěsky „podobnými císařským“. Skiadion byl každodenní pokrývkou hlavy, ale do dospělosti se nesměl nosit mimo veřejnost.[20] Při obřadech a slavnostech nosil despota vysoký skaranikon, zdobený zlatými ozdobami, drahými kameny a perlami.[21]
- Červená tunika, podobná císařské, se zlatými výšivkami ve stylu rizai, bez vojenských odznaků, červené legínky a červený plášť (tamparion) se širokými lemy.[22] Při slavnostních příležitostech se nosil dlouhý kabbadion, připomínající kaftan, červené nebo purpurové barvy a zdobený perlami.[23]
- Pár purpurovo bílých měkkých bot, na bocích a nártech zdobených perlovými ornameny ve tvaru císařských orlů. Barevné ostruhy byly také pupurové a bílé. [24] V nemnoha případech, když chtěl císař prokázat synovi zvláštní laskavost a povznést ho na neurčitou téměř císařskou úroveň (Michael VIII. Palaiologos syna Konstantina a Jan VI. Kantakuzenos syna Mathiaa), byly nahrazeny červenými botami.[25][26]
- Koňské sedlo a postroj byly podobně jako u císaře rovněž purpurové a bílé, zdobené perlami. Potah sedla a despotův stan byly bílé s malými červenými orly.[27]

Despota také měl právo podepsat svoje dopisy inkoustem tmavě červené barvy (císař měl jasně červený).
Insignie v Bulharsku a Srbsku byly upraveny podle místních preferencí.

## Seznam držitelů titulu

### Byzantská říše
- Béla III. Uherský
- Theodoros Vatatzes
- Alexios Palaiologos
- Theodoros I. Laskaris
- Leon Sgouros
- Jan Chamaretos
- Andronikos  Palaiologos
- Manuel Komnenos Dukas
- Konstantin Komnenos Dukas
- Jan Komnenos Dukas
- Demetrios Komnenos Dukas
- Michael II. Komnenos Dukas
- Nikeforos I. Komnenos Dukas
- Michael VIII. Palaiologos
- Jan Palaiologos (bratr Michaela VIII.)
- Demetrios Dukas Komnenos Koutroules
- Konstantin Palaiologos (syn Andronika II.)
- Jan II. Megas Komnenos
- Tomáš I. Komnenos Dukas
- Konstantin Palaiologos (syn Michaela VIII.)
- Jan Palaiologos (syn Andronika II.)
- Alexios II. Megas Komnenos
- Demetrios Palaiologos
- Theodor Palailogos Komnenos Dukas
- Manuel Palaiologos
- Michael Palaiologos (syn Andronika III.)
- Momčil
- Manuel Kantakuzenos
- Nikeforos II. Orsini
- Manuel Komnenos Raul Asanes
- Jan Kantakuzenos
- Theodor I. Palaiologos
- Tomáš Preljubović
- Esau de' Buondelmonti
- Michael Palaiologos (syn Jana V.)
- Theodor II. Palaiologos
- Andronikos Palaiologos
- Karel I. Tocco
- Jan Palaiologos (vnuk Manuela II.)
- Konstantin XI. Dragases
- Demetrios Palaiologos
- Tomáš Palaiologos
- Karel II. Tocco
- Manuel Kantakuzenos (uzurpátor)
- Andreas Palaiologos

### Latinské císařství
- Enrico Dandolo
- Alexij Slav
- Jacopo Tiepolo
- Marino Storlato
- Albertino Morosini
- Filip I. z Tarentu
- Filip (syn Filipa I.)
- Martino Zaccaria
- Robert II. z Tarentu

### Bulharská říše
- Jakub Svetoslav
- Jiří I. Terter
- Aldimir
- Michal Šišman
- Belaur
- Šišman I. Vidinský
- Dobrotica

### Srbská říše a následnické státy
- Jovan Oliver
- Simeon Uroš
- Jan Komnenos Asen
- Ivaniš
- Dejan
- Gjin Bua Shpata
- Petr Losha
- Vukašin Mrnjavčević
- Jovan Uglješa
- Jovan Dragaš

Srbský despotát
- Stefan Lazarević
- Đurađ Branković
- Lazar Branković
- Stefan Branković
- Stefan Tomašević

titulární despotové v exilu pod uherskou suzerenitou
- Vuk Grgurević
- Đorđe Branković
- Jovan Branković
- Ivaniš Berislavić
- Stefan Berislavić
- Radič Božić
- Pavle Bakić